# 라슈트라파티 바반
라슈트라파티 바반(발음 (도움말·정보), ISO: Rāṣṭrapati Bhavana; 직역: '궁전'; 이전 명칭: 총독 관저 (1931–1947) 및 정부청사 (1947–1950))은 뉴델리 라이시나 힐의 라지파트 서쪽 끝에 위치한 인도 공화국 대통령의 관저이다. 이 건물은 인도 제국 시대에 건설되었다.
라슈트라파티 바반은 접견실, 객실 및 사무실을 포함한 대통령의 관저가 있는 340개 객실의 주 건물만 지칭할 수도 있고, 또는 대통령 정원, 넓은 개방 공간, 경호원 및 직원 거주지, 마구간, 기타 사무실 및 부속 시설을 포함하는 130헥타르(320에이커) 규모의 대통령 부지 전체를 지칭할 수도 있다. 면적 측면에서 라슈트라파티 바반은 이탈리아의 퀴리날레궁에 이어 세계에서 두 번째로 큰 국가원수 거주지이다.
다른 대통령 관저로는 하이데라바드 (텔랑가나주)의 라슈트라파티 닐라얌, 데라둔 (우타라칸드주)의 라슈트라파티 아시아나, 그리고 심라 (히마찰프라데시주)의 라슈트라파티 니와스가 있다.

## 역사
인도 총독은 제국 수도가 델리로 이전될 때까지 콜카타의 라지 바반에 거주했다. ‘인도는 시골집이 아니라 궁전에서 통치되어야 한다’고 말한 것으로 알려진 제1대 웰즐리 후작 리처드 웰즐리는 1799년부터 1803년 사이에 이 웅장한 맨션의 건설을 지시했고, 1912년 벵골 총독이 그곳에 거주하기 시작했다. 1911년 12월 델리 더르바르에서 인도의 수도를 콜카타에서 델리로 이전하기로 결정한 후, 영국 총독을 위한 뉴델리 거주지를 건설하기로 결정되었다. 델리 더르바르 이후 구 델리 남쪽 끝에 인접한 새로운 도시 뉴델리 계획이 수립되었을 때, 인도 총독을 위한 새 궁전은 엄청난 규모와 중요한 위치를 부여받았다. 원래 총독 관저라고 불렸던 건물과 인접한 사무국 건물, 뉴델리의 건설을 시작하기 위해 약 4,000 에이커 (1,600 ha)의 토지가 확보되었으며, 이는 1911년부터 1916년 사이에 그곳에 존재하던 라이시나 및 말차 마을과 그들의 300가구를 1894년 토지 수용법에 따라 이전하여 이루어졌다.

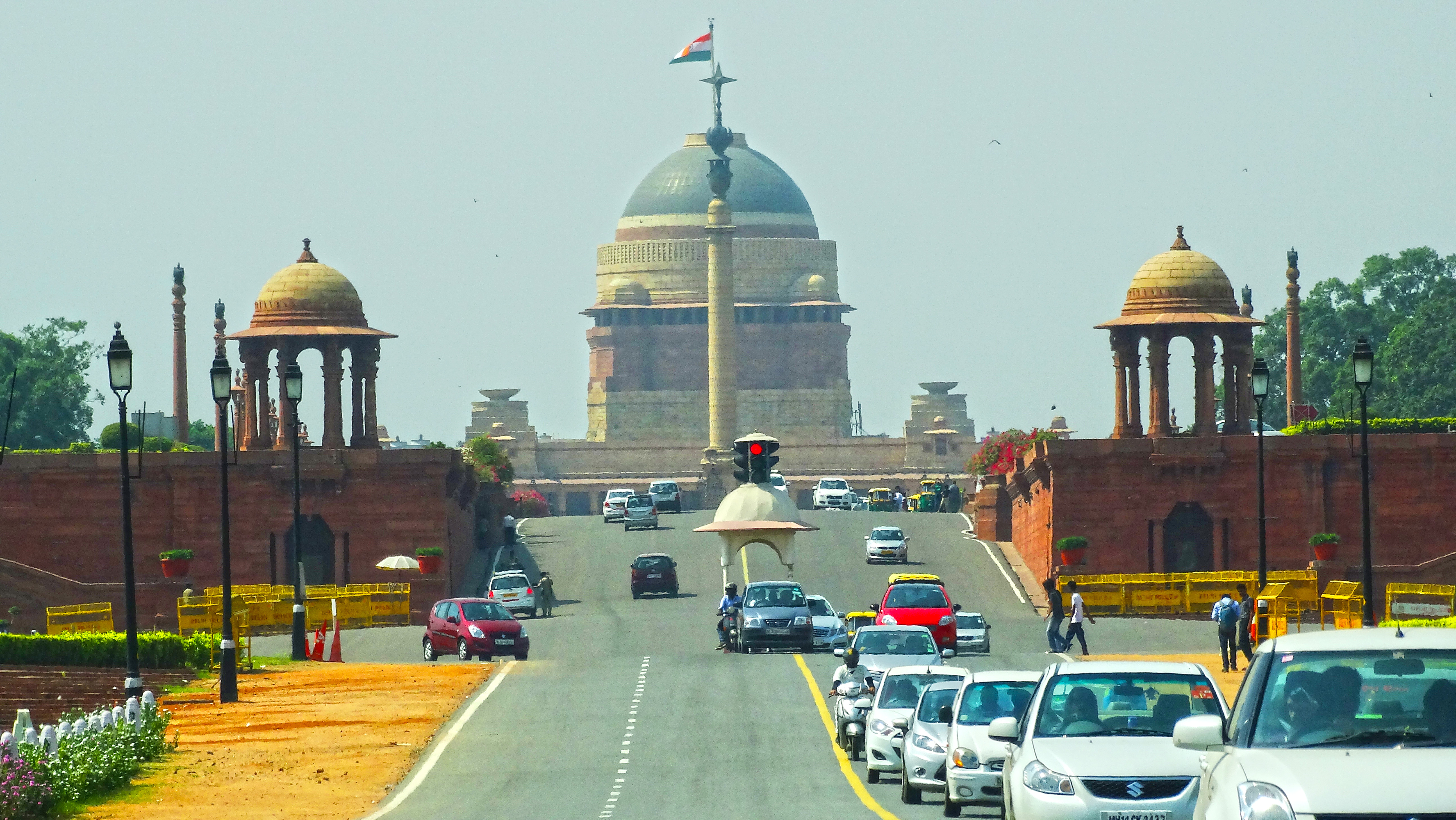
루티언스가 우려했던 대로 건물의 아랫부분을 가리는 동쪽 경사로

도시 계획 과정의 주요 기여자인 영국인 건축가 에드윈 루티언스가 주요 건축 책임을 맡았다. 완성된 총독 궁전은 루티언스가 1912년 6월 14일 심라에서 허버트 베이커에게 보낸 초기 스케치와 매우 유사하게 만들어졌다. 루티언스의 디자인은 전반적으로 웅장한 고전주의 건축 양식이며, 인도-사라센 건축에서 영감을 받은 색상과 세부 사항이 특징이다. 총독 관저와 사무국 건물 작업을 맡았던 루티언스와 베이커는 처음에는 우호적인 관계였다. 베이커는 총독 관저 앞에 있는 두 사무국 건물 작업을 맡았다. 원래 계획은 라이시나 힐 꼭대기에 총독 관저를 짓고 사무국 건물은 더 아래에 두는 것이었다. 나중에 400야드 뒤로 물러나 두 건물 모두 고원 꼭대기에 짓기로 결정되었다.
루티언스는 이를 고치기 위해 노력했지만, 변경할 수 없었다. 루티언스는 총독 관저까지 양쪽에 옹벽이 있는 긴 경사로를 만들고 싶어 했다. 이렇게 하면 멀리서도 건물이 보이지만, 사무국 건물 사이의 광장을 가로지르게 된다. 1914년 1월 루티언스와 베이커로 구성된 위원회는 경사도가 1/25보다 가파르지 않아야 한다고 밝혔지만, 결국 1/22로 변경되어 경사도가 더 가팔라져 총독 궁전을 보기 더 어려워졌다. 루티언스는 경사도와 도로 때문에 총독 궁전의 전면이 잘 보이지 않을 가능성을 알고 있었지만, 루티언스가 건물의 전면이 얼마나 적게 보일지 완전히 깨닫지 못했다고 여겨진다. 1916년 제국 델리 위원회는 경사도를 변경하려는 루티언스의 제안을 기각했다. 루티언스는 베이커가 좋은 건축 디자인을 만드는 것보다 돈을 벌고 정부를 만족시키는 데 더 관심이 있다고 생각했다. 토지는 바사카 싱과 주로 소바 싱 경이 소유했다.
루티언스는 20년 동안 거의 매년 인도와 영국을 오가며 양국에서 총독 관저 건설에 참여했다. 루티언스는 예산 제약으로 인해 건물 규모를 13,000,000 세제곱피트 (370,000 m3)에서 8,500,000 세제곱피트 (240,000 m3)으로 줄였다.
정원은 처음에 무굴 정원 양식으로 윌리엄 로버트 머스토가 설계하고 배치했으며, 그는 총독부인 페네로페 엘리자베스 하딩의 영향을 받았다. 그녀는 차례로 콘스탄스 빌리어스-스튜어트의 저서 '위대한 무굴의 정원'(1913)에서 영감을 얻었다. 디자인은 이후 총독들과 인도 독립 이후 변화와 수정을 거쳤다. 독립 후, 이 건물은 정부청사로 이름이 바뀌었다.
차크라바르티 라자고팔라차리가 첫 인도 출신 인도 총독으로 취임하여 이 궁전의 거주자가 되었을 때, 그는 전 게스트 윙에 있는 몇몇 방에서 머무르기를 선호했으며, 이 윙은 현재 대통령의 가족 윙으로 사용된다. 그는 당시 총독의 아파트를 게스트 윙으로 개조하여 인도 방문 시 국가원수들이 머무르는 곳으로 사용했다.
1950년 1월 26일, 라젠드라 프라사드가 초대 인도 대통령이 되어 이 건물을 사용하면서 라슈트라파티 바반(대통령 관저)으로 이름이 바뀌었다.

## 건축

### 설계
4층과 340개의 방으로 구성되어 있으며 건축면적은 200,000 제곱피트 (19,000 m2)이다. 7억 개의 벽돌과 3,000,000 cu ft (85,000 m3)의 돌로 지어졌으며 강철은 거의 사용되지 않았다.
건물의 디자인은 에드워드 바로크 시기에 속하며, 이 시기에는 권력을 강조하기 위해 무거운 고전주의 모티프 사용이 강조되었다. 맨션의 디자인 과정은 길고 복잡하며 정치적인 문제들이 많았다. 루티언스의 초기 디자인은 모두 철저히 고전적이고 완전히 유럽 스타일이었지만, 그는 고전 인도 스타일로 만들고 싶어 했다. 인도는 공공 용도로 통일된 건축 양식을 가진 적이 없었기 때문이다. 그러나 세포이 항쟁 이후 시대에는 건물을 정치적 맥락에 더 잘 통합하기 위해 현지 환경에 대한 민감성을 보여야 한다고 결정되었고, 많은 정치적 논쟁 끝에 루티언스는 인도-사라센 부흥 건축 모티프를 통합하는 데 동의했지만, 건물의 외피에 다소 피상적인 장식 형태로만 사용했다.
다양한 인도적 요소가 건물에 추가되었다. 여기에는 건물 꼭대기의 여러 원형 석조 수반이 포함되었는데, 이는 수자원이 인도 건축의 중요한 부분이기 때문이다. 또한 프리즈 (건축)의 자리를 차지하는 전통적인 인도식 추자(chujja) 또는 차하자(chhajja)도 있었다. 이것은 건물에서 8 피트 (2.4 m) 돌출된 날카롭고 얇은 요소로, 깊은 그림자를 만들어냈다. 이는 창문으로 들어오는 강한 햇빛을 막고 몬순 시기 폭우로부터 창문을 보호한다. 지붕선에는 여러 개의 추트리스(chuttri)가 있었는데, 이는 돔으로 덮이지 않은 지붕선의 평면성을 깨는 데 도움이 되었다. 루티언스는 일부 인도 디자인 요소를 가져왔지만, 건물 전체에 걸쳐 아끼면서도 효과적으로 사용했다.
기둥은 "청동 연꽃 봉오리에서 솟아나는 유리 별 모양의 독특하고 기이한 왕관"을 가지고 있다.
라자스탄 디자인에서 영감을 받은 붉은 사암으로 된 천공 스크린인 잘리(jalis) 또는 잘리(jaalis)가 있었다. 동쪽에 있는 궁전 정면에는 불규칙한 간격으로 배치된 12개의 거대한 기둥이 있으며, 이 기둥에는 아소카 양식의 세부 사항이 있는 "특이한 양식"인 델리 오더(Delhi Order)의 주두가 있다. 주두는 아칸서스 잎과 네 개의 인도식 종이 융합된 형태를 띠고 있다. 이 종들은 인도 힌두교 및 불교 사원과 유사한 양식이며, 카르나타카주의 무다비드리(Moodabidri)에 있는 자이나교 사원에서 영감을 얻었다.
각 기둥 상단 모서리에는 하나의 종이 달려 있다. 고대 인도에서는 종소리가 왕조의 끝을 알린다는 믿음이 있었기 때문에, 이 종들이 울리지 않는 한 인도에서 영국 통치는 끝나지 않을 것이라고 여겨졌다.
이전에 소위 인도-사라센 부흥 건축의 영국적 사례는 주로 무굴 건축 요소를 본질적으로 서양식 몸체에 이식했지만, 루티언스는 훨씬 더 오래된 불교 마우리아 미술에서도 영감을 얻었다. 이는 델리 오더와 주 돔에서 볼 수 있는데, 아래의 드럼 부분에는 산치와 같은 초기 불교 스투파 주변의 난간을 연상시키는 장식이 있다. 또한 무굴 건축 및 유럽 식민지 건축 요소도 존재한다. 전반적으로 이 구조는 다른 현대 영국 식민지 상징물과는 확연히 다르지만, 사무국 건물, 뉴델리와 같은 다른 뉴델리 건물들(주로 허버트 베이커가 설계)은 크림색과 붉은색 돌푸르 사암으로 지어졌다는 점과 같은 유사성을 가지고 있다.
루티언스는 정원 벽의 한 부분과 응접실에 자신이 착용한 안경처럼 보이는 두 개의 환기창과 같은 몇 가지 개인적인 요소를 집에 추가했다. 총독 관저는 1929년까지 거의 완공되었고 (뉴델리의 나머지 부분과 함께) 1931년에 공식적으로 개관되었다. 1932년에서 1933년 사이에 특히 무도회장에서 중요한 장식들이 추가되었으며, 이탈리아 화가 토마소 콜로넬로가 이를 실행했다.

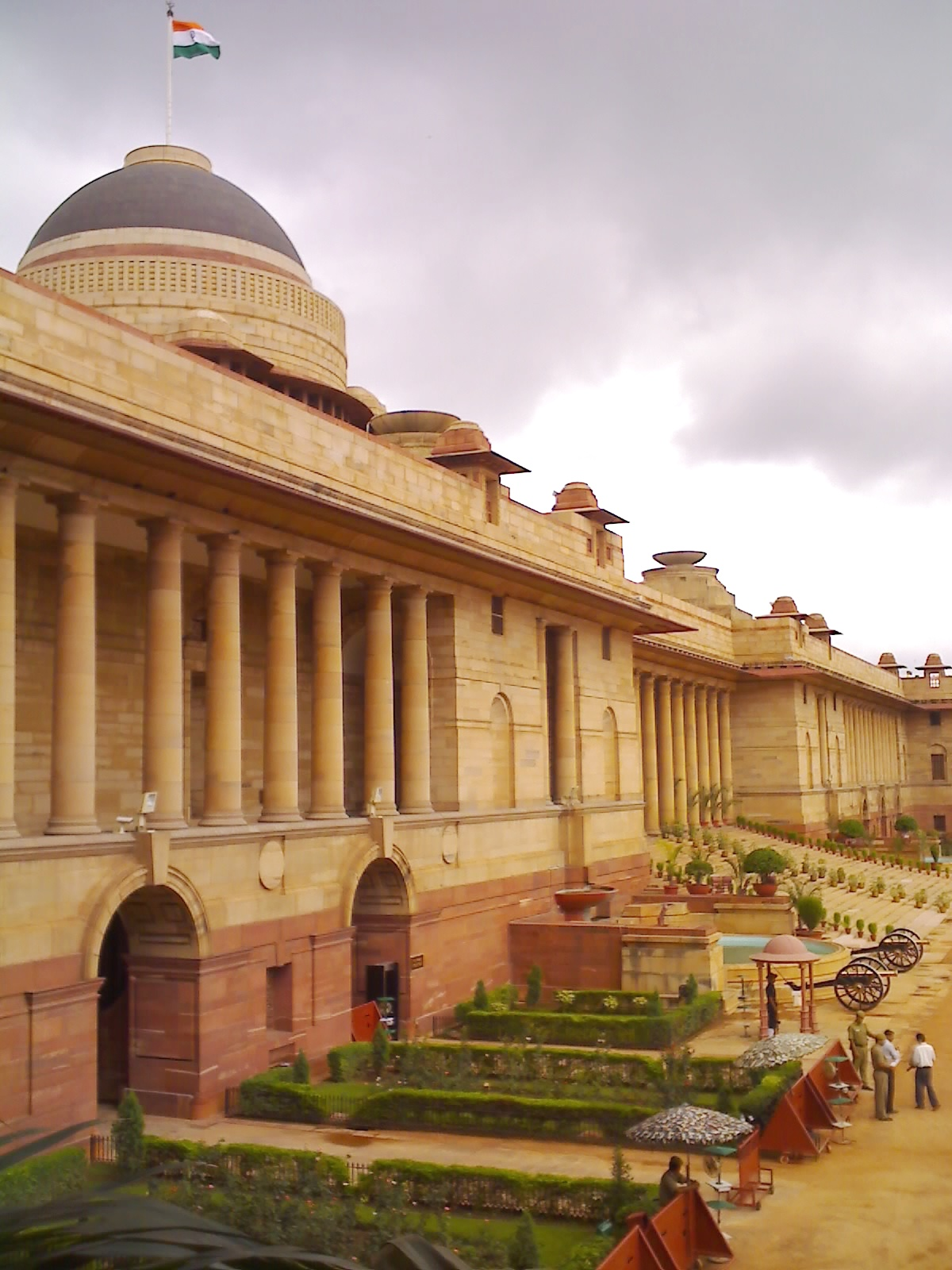
주요 파사드

이 건물에는 355개의 장식된 방과 200,000평방피트(19,000 m2)의 바닥 면적이 있다. 이 구조에는 7억 개의 벽돌과 350만 입방피트(85,000 m³)의 돌이 사용되었으며, 강철은 최소한으로 사용되었다. 루티언스는 지역 장인을 고용하기 위해 델리와 라호르에 아틀리에를 설립했다. 프로젝트의 수석 엔지니어는 테자 싱 말리크 경이었고, 네 명의 주요 계약자 중에는 소바 싱 경이 포함되었다. 

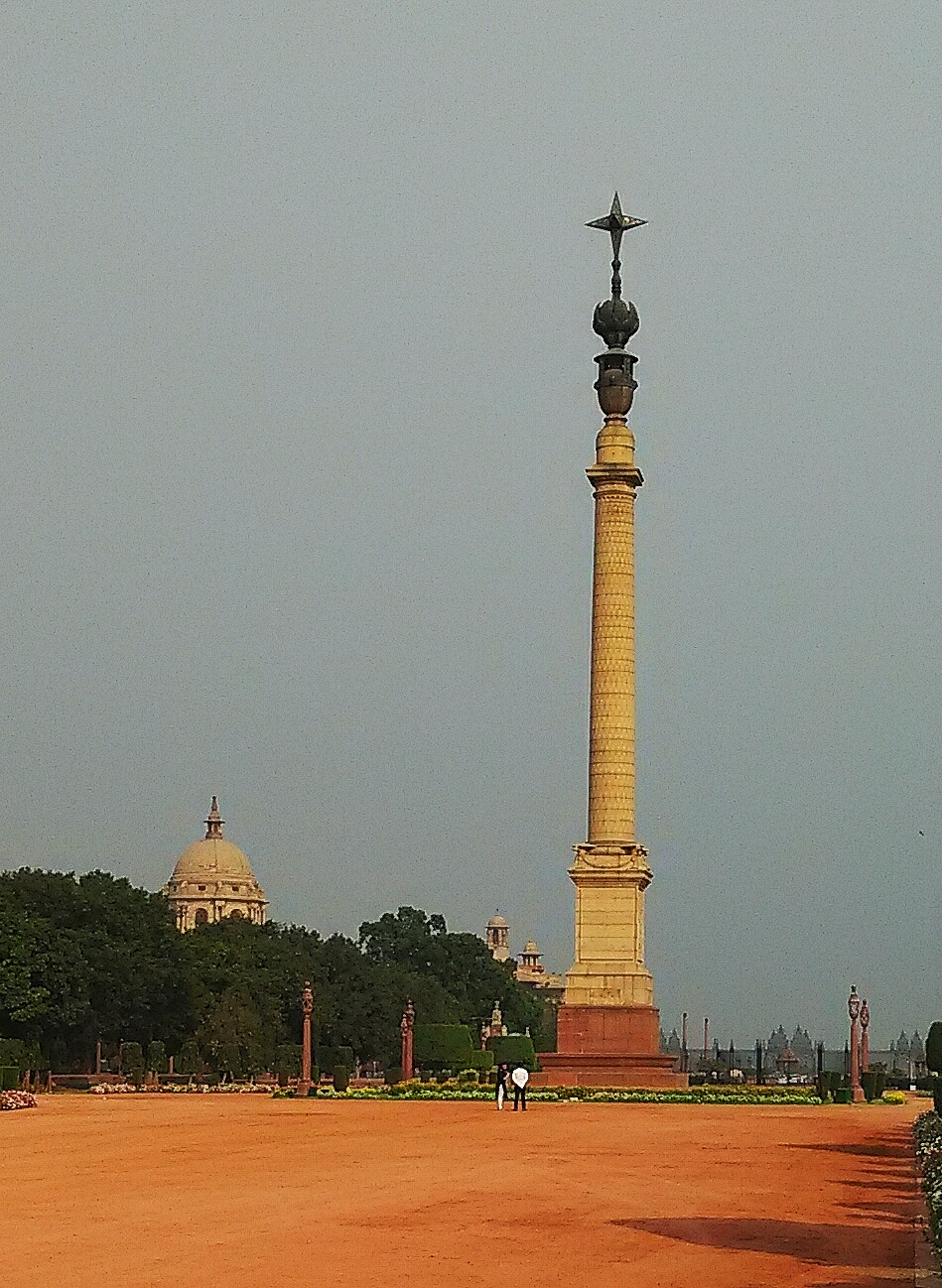
자이푸르 기둥
또한 코끼리 조각상과 코브라 분수 조각상, 그리고 자이푸르 기둥 바닥 주변의 부조도 있었는데, 이는 영국 조각가 찰스 사전트 재거가 만들었다. 서쪽에서 북쪽 블록이 있는 라슈트라파티 바반

## 평면도
건물의 배치 계획은 여러 안마당과 내부 개방 공간이 있는 거대한 사각형을 중심으로 설계되었다. 계획에는 두 개의 날개가 있었다. 하나는 총독과 거주자를 위한 것이고 다른 하나는 손님을 위한 것이었다. 주거동은 그 자체로 별도의 4층 건물이며, 내부에 안마당이 있다. 이 날개는 너무 커서 마지막 인도 총독인 차크라바르티 라자고팔라차리는 더 작은 손님동에 거주하기로 선택했으며, 이 전통은 이후 대통령들도 따랐다. 원래의 주거동은 현재 주로 국빈 접대 및 방문 국가원수를 위한 손님동으로 사용된다.

### 홀과 방

#### 간탄트라 만답
간탄트라 만답(이전 명칭: 두르바르 홀)은 주 건물의 이중 돔 바로 아래에 위치한다. 독립 전에는 "왕좌의 방"으로 알려졌으며, 총독과 총독 부인을 위한 두 개의 별도 왕좌가 있었다. 인도 독립 이후, 대통령을 위한 하나의 높은 의자가 여기에 벨기에 유리 샹들리에 아래에 놓여 있으며, 33m 높이에서 매달려 있다. 홀의 바닥은 초콜릿 색의 이탈리아 대리석으로 만들어졌다. 간탄트라 만답의 기둥은 수직선과 종 모티프가 결합된 델리 오더 양식으로 만들어졌다. 기둥의 수직선은 방을 둘러싼 프리즈에도 사용되었는데, 이는 전통적인 그리스식 기둥 양식으로는 불가능했다. 기둥은 노란색 자이살메르 대리석으로 만들어졌으며, 중앙에 두꺼운 선이 그어져 있다.
간탄트라 만답은 500명을 수용할 수 있으며, 1947년 8월 15일 오전 8시 30분에 자와할랄 네루가 루이 마운트배튼으로부터 인도 총리 취임 선서를 한 곳이다.

#### 아소카 만답
아소카 만답(이전 명칭: 아소카 홀)은 32×20m 크기의 직사각형 방이다. 원래 나무 바닥으로 된 국빈 무도회장으로 지어졌다. 천장의 페르시아 회화는 카자르 시대의 유화인 파탈리 샤의 사냥으로, 메흐르 알리가 그렸다. 이 그림은 파탈리 샤 카자르 왕이 이끄는 왕실 사냥 원정을 묘사한다. 벽에는 페르시아 세밀화와 같은 세밀화 학교에서 영감을 받은 이탈리아 예술가 토마소 콜로넬로가 구상한 프레스코화가 그려져 있다.

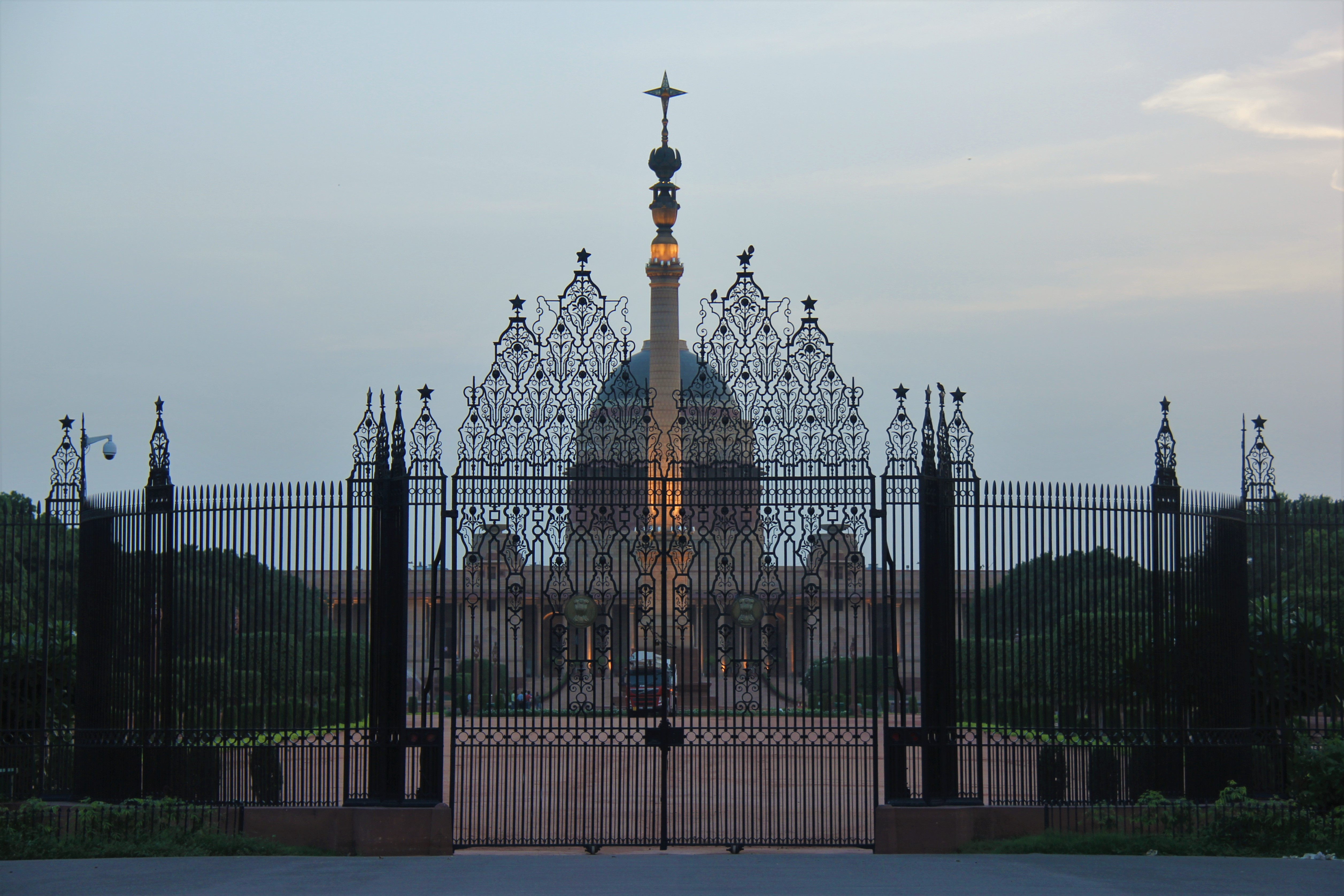
뒤편에 자이푸르 기둥이 보이는 라슈트라파티 바반의 정문

### 돔

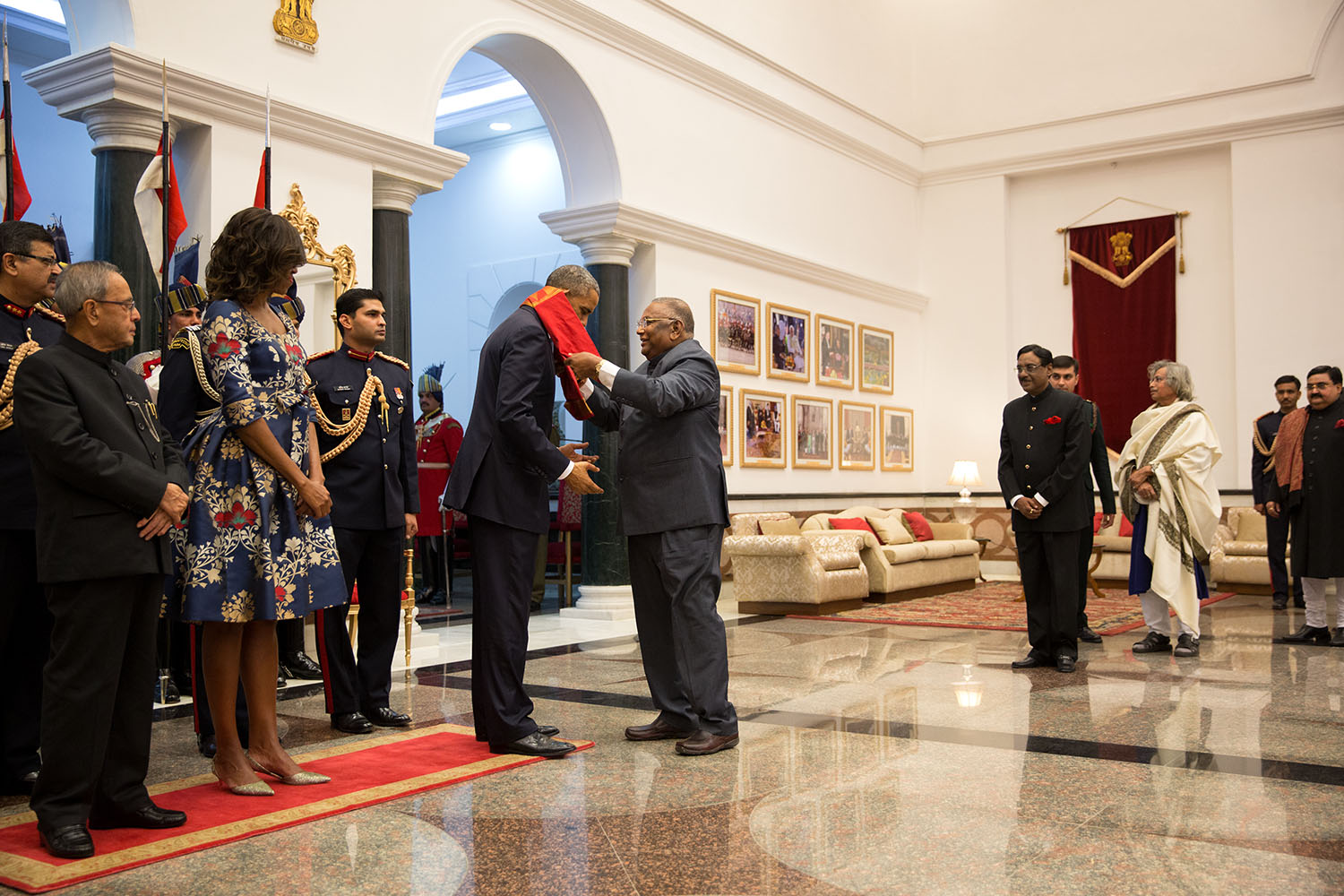
라야파티 삼바시바 라오 국회의원이 2015년 라슈트라파티 바반에서 열린 국빈 만찬 도중 버락 오바마 미국 대통령에게 스카프를 선물하고 있다.

중앙에 있는 돔은 인도와 영국 양식을 모두 반영한다. 중앙에는 매우 높은 톨로바테 드럼을 여러 부분으로 나누어 덮고 있는 키 큰 구리 외벽의 돔이 있으며, 이는 건물 나머지 부분과 확연히 구분된다. 이 돔은 건물 네 모퉁이 사이의 대각선 중앙에 정확히 위치한다. 건물 높이의 두 배가 넘으며 고전 양식과 인도 양식을 결합하고 있다. 루티언스는 로마 판테온을 돔 설계의 모델로 삼았지만, 돔 외부는 초기 불교 스투파를 부분적으로 본따기도 했다.

## 무굴 정원 (암리트 우댠)
무굴 정원은 공식적으로 암리트 우댠(의미: nectar garden, 불멸의 정원)으로, 라슈트라파티 바반 뒤편에 위치한 정원이다. 무굴 정원은 2023년 1월 드라우파디 무르무 대통령이 인도 독립 75주년 기념 행사의 일환으로 암리트 우댠으로 이름을 바꾸었다. 이 정원은 무굴 정원과 잉글랜드 풍경식 정원 양식을 모두 통합하고 있으며, 다양한 꽃과 나무를 특징으로 한다. 라슈트라파티 바반 정원은 매년 2월에서 3월에 우댠오차프(Udyanotsav) 기간 동안 대중에게 개방된다.
본 정원: 직각으로 교차하는 두 개의 수로는 이 정원을 기본 방향으로 달리는 정사각형 격자로 나눈다. 이 수로의 교차점에는 6개의 연꽃 모양 분수가 있으며, 12 피트 (3.7 m) 높이까지 솟아오른다. 야생 조류에게 먹이를 주기 위한 조류 급수대도 있다.
테라스 정원: 본 정원 양쪽에 더 높은 수준으로 두 개의 세로줄이 있으며, 북쪽과 남쪽 경계를 이룬다. 재배되는 식물은 본 정원과 동일하다. 두 줄의 중앙에는 안쪽으로 떨어져 우물을 형성하는 분수가 있다. 서쪽 끝에는 두 개의 가제보가, 동쪽 끝에는 두 개의 화려하게 디자인된 경비 초소가 있다.

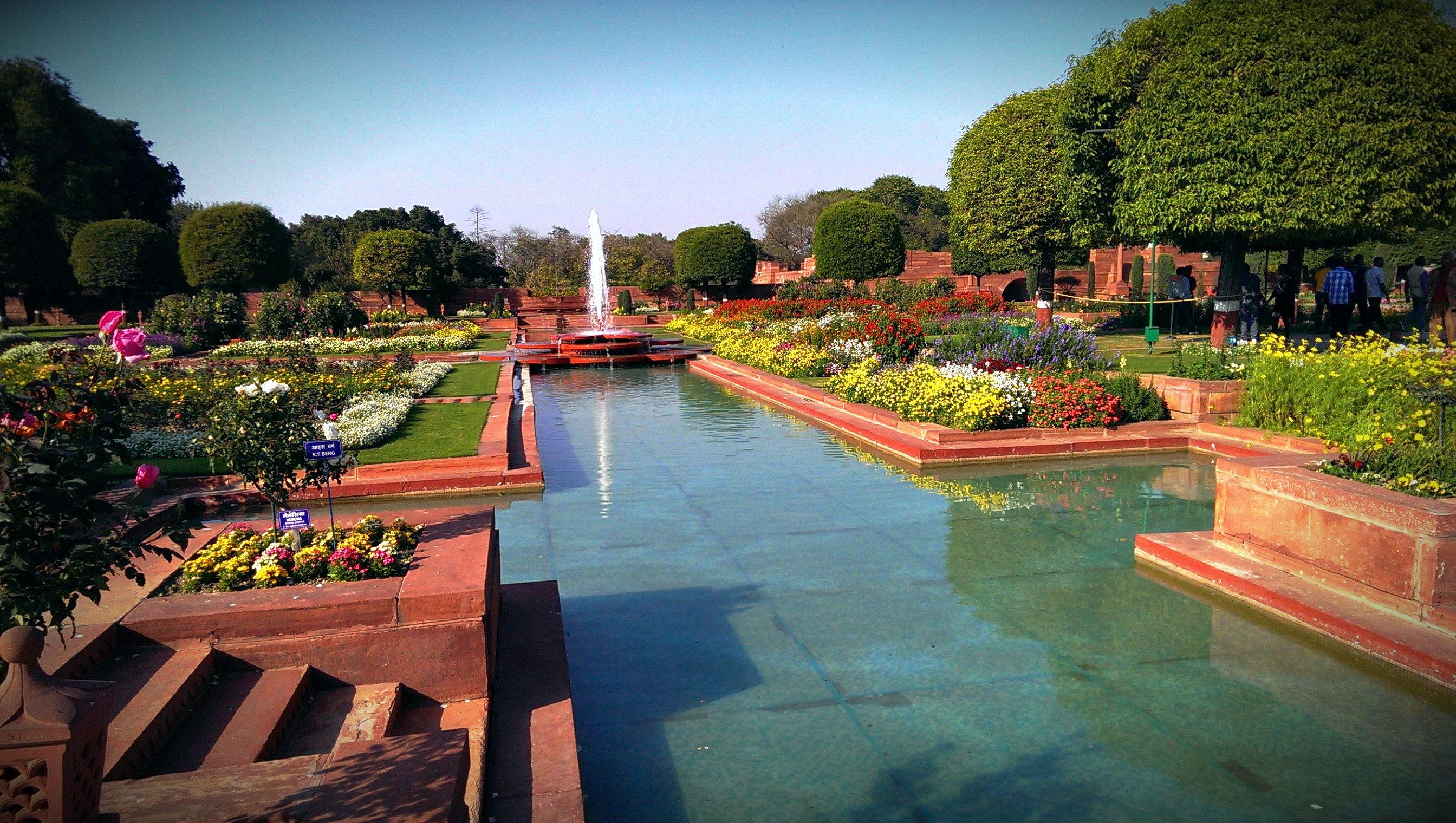
암리트 우댠의 분수

긴 정원 (또는 퍼다 정원): 이 정원은 본 정원 서쪽에 위치하며, 원형 정원으로 이어지는 중앙 보도 양쪽을 따라 이어진다. 약 12피트 높이의 벽으로 둘러싸여 있으며, 주로 장미 정원이다. 낮은 울타리로 둘러싸인 16개의 정사각형 장미 화단이 있다. 중앙 보도 위에는 장미 덩굴, 페트레아, 부겐빌레아, 덩굴로 덮인 붉은 사암 퍼골라가 있다. 벽은 덩굴로 덮여 있는데, 영춘화속, 린코스페르뭄, 테코마 그란디플로라, 비그노니아 바니스타, 아데노클리마, 에키티케, 파라나 파니쿨라타 등이 있다. 벽을 따라서는 차이나 오렌지 나무가 심어져 있다.

## 박물관
2014년 7월, 당시 인도 대통령 프라나브 무케르지에 의해 라슈트라파티 바반 내 박물관이 개관되었다. 이 박물관은 방문객들이 라슈트라파티 바반의 내부 모습, 예술, 건축을 볼 수 있고 과거 대통령들의 삶에 대해 배울 수 있도록 돕는다. 2단계는 2016년 프라나브 무케르지 대통령과 나렌드라 모디 총리에 의해 개관되었다. 이 박물관은 사로지 고세의 지도 아래 건설되었다.

## 복원
라슈트라파티 바반의 첫 번째 복원 프로젝트는 1985년에 시작되어 1989년에 끝났으며, 이 기간 동안 아소카 홀은 후기 추가물들이 제거되고 건축 복원가 수니타 콜리에 의해 원래 상태로 복원되었다. 2010년에 시작된 두 번째 복원 프로젝트에는 찰스 코레아와 수니타 콜리가 참여했다.

## 갤러리
- 라슈트라파티 바반의 멜라니아 트럼프 미국 영부인
- 대통령 관저에서의 만찬
- 라슈트라파티 바반의 도널드 트럼프 미국 대통령과 영부인
- 인도 공화국의 날을 위해 조명된 라슈트라파티 바반
- 라슈트라파티 바반 야경

라슈트라파티 바반의 모습

## 같이 보기
- 인도 공식 관저 목록
- 더 리트리트 빌딩
- 라슈트라파티 닐라얌
- 라슈트라파티 아시아나
- 라슈트라파티 니와스
- 허버트 베이커 경
- 라슈트라파티 바반 박물관

### 참고 문헌
- Davies, Philip (1987). 《Splendours of the Raj: British Architecture in India, 1660–1947》. Penguin. ISBN 978-0-14-009247-9.
- Gradidge, Roderick (February 1982). 《Edwin Lutyens, Architect Laureate》. London: Unwin Hyman. ISBN 978-0047200236.
- Inan, Aseem, "Tensions Manifested:  Reading the Viceroy's House in New Delhi 보관됨 2014-03-25 - 웨이백 머신", in The Emerging Asian City:  Concomitant Urbanities and Urbanisms, ed. Vinayak Bharne, Routledge UK, 2012
- Irving, Robert Grant (May 1981). 《Indian Summer: Lutyens, Baker, and Imperial Delhi》. Yale University Press. ISBN 978-0-300-02422-7.
- Nath, Aman; Mehra, Amit (2002). 《Dome over India: Rashtrapati Bhavan》. India Book House. ISBN 978-8175083523.